# Kanon Wakeshima

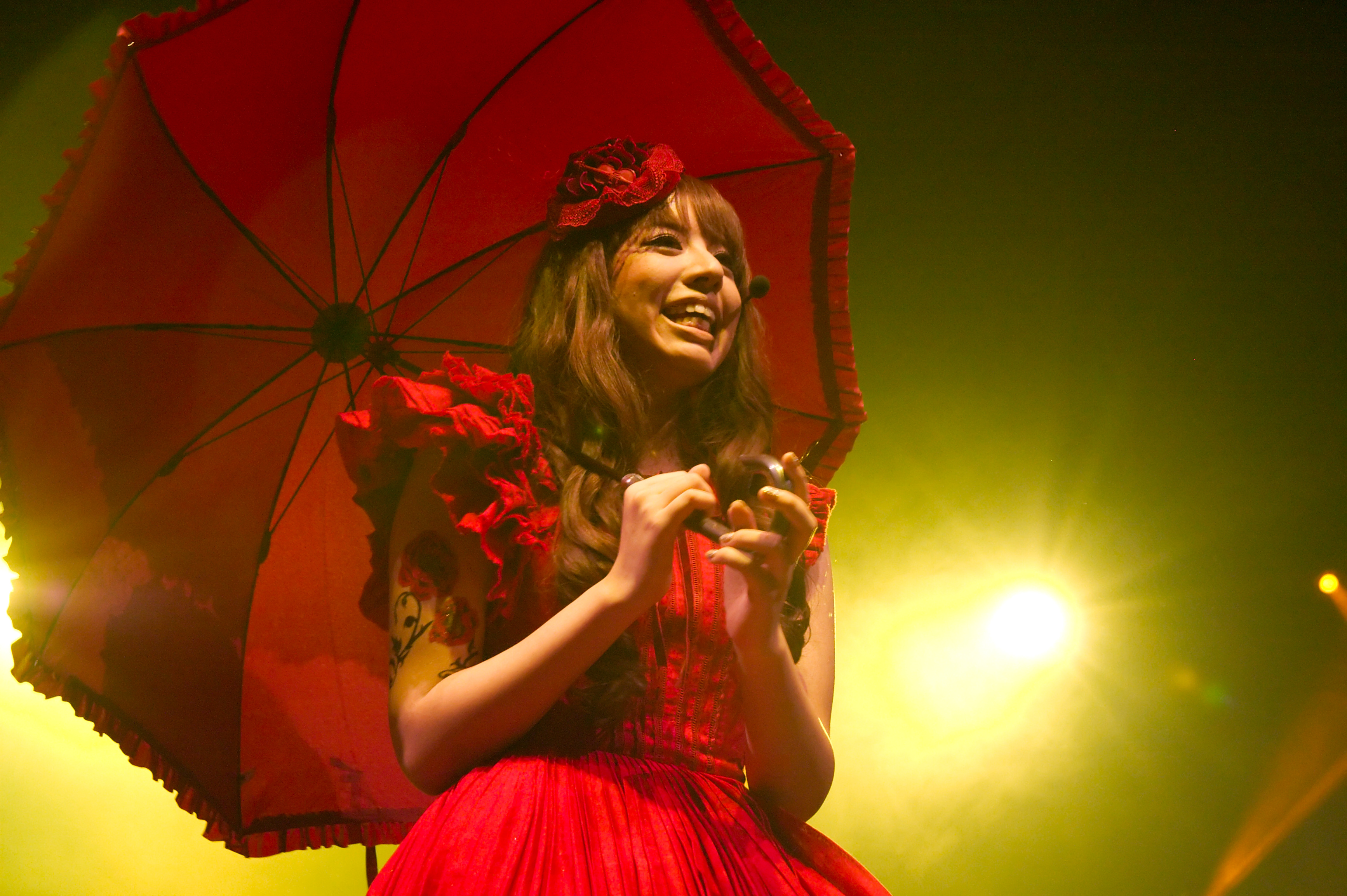
Kanon Wakeshima auf der Japan Expo 2009 in Paris

Kanon Wakeshima (jap. 分島 花音, Wakeshima Kanon; * 28. Juni 1988) ist eine japanische Sängerin und Cellistin. Ihr 2009 erschienenes Debütalbum Shinshoku Dolce und das 2010 nachfolgende Album Lolitawork Libretto wurden von dem bekannten japanischen Musiker Mana produziert.

## Biografie
Bereits im Alter von drei Jahren begann Wakeshima auf Anregung ihrer musikbegeisterten Eltern (die ihr deshalb auch den Vornamen Kanon gaben, der sich aus den Schriftzeichen für Blume und Ton zusammensetzt) damit, Cello zu spielen. In der Mittelschule gründete sie ein Cello-Duo und eine eigene Ensemble-Gruppe. Ab ihrem 15. Lebensjahr spielte sie regelmäßig in klassischen Musik-Ensembles das Barockcello und trat bei zahlreichen Aufführungen und Konzerten auf. Zu dieser Zeit begann sie zudem auch, sich für japanische Popmusik (J-Pop) zu interessieren.
Nach dem Übertritt auf die Oberschule, im Alter von 16 Jahren, begann sie selbst Musik zu komponieren und zu singen. Bald schon fing sie dabei an gleichzeitig Cello zu spielen und zu singen, was für ihre spätere Musikerkarriere charakteristisch werden sollte.
Noch während ihrer Oberschulzeit nahm sie an einem Gesangswettbewerb von Sony Music teil, bei dem sie bis in die Finalrunde kam und daraufhin vom Label DefStar Records unter Vertrag genommen wurde. Als sie eine erste Demoaufnahme einsandte, wurde schließlich der bekannte japanische Musiker Mana (ehemals Malice Mizer, nun Moi dix Mois) auf sie aufmerksam und beschloss, ihr Produzent zu werden.
Als erstes Ergebnis dieser Kooperation erschien im Mai 2008 die Single Still Doll, die auf Anhieb Platz 33 in den Oricon-Charts erreichte. Eine Kurzfassung dieser Single wurde wenig später als Abspannmusik für die erste Staffel der Anime-Fassung der populären Manga-Serie Vampire Knight verwendet. In einer Episode der Serie war Wakeshima zudem als Seiyū (Synchronsprecherin) zu hören. Für die zweite Staffel von Vampire Knight wurde die im November 2008 erschienene zweite Single Suna no Oshiro als Abspannmusik ausgewählt.
Im Februar 2009 erschien Wakeshimas Debütalbum Shinshoku Dolce. Es wurde, wie auch schon die zuvor erschienenen Singles, vollständig von Mana komponiert und produziert. Ausgehend von Manas Kompositionen verfasste Wakeshima die Songtexte dazu und spielte die Celloparts ein. Charakteristisch für die Musik ist ein Crossover aus J-Pop, klassischer Musik und verschiedenen Ambient- und Electronica-Elementen.
Anlässlich der Veröffentlichung des neuen Albums innerhalb Europas veranstaltete Mana für Wakeshima im Februar 2009 zwei kleinere Konzerte in Paris. Im Juli 2009 folgten Auftritte auf größeren Anime-Conventions wie der Japan Expo in Paris oder der Otakon in Baltimore (Maryland).

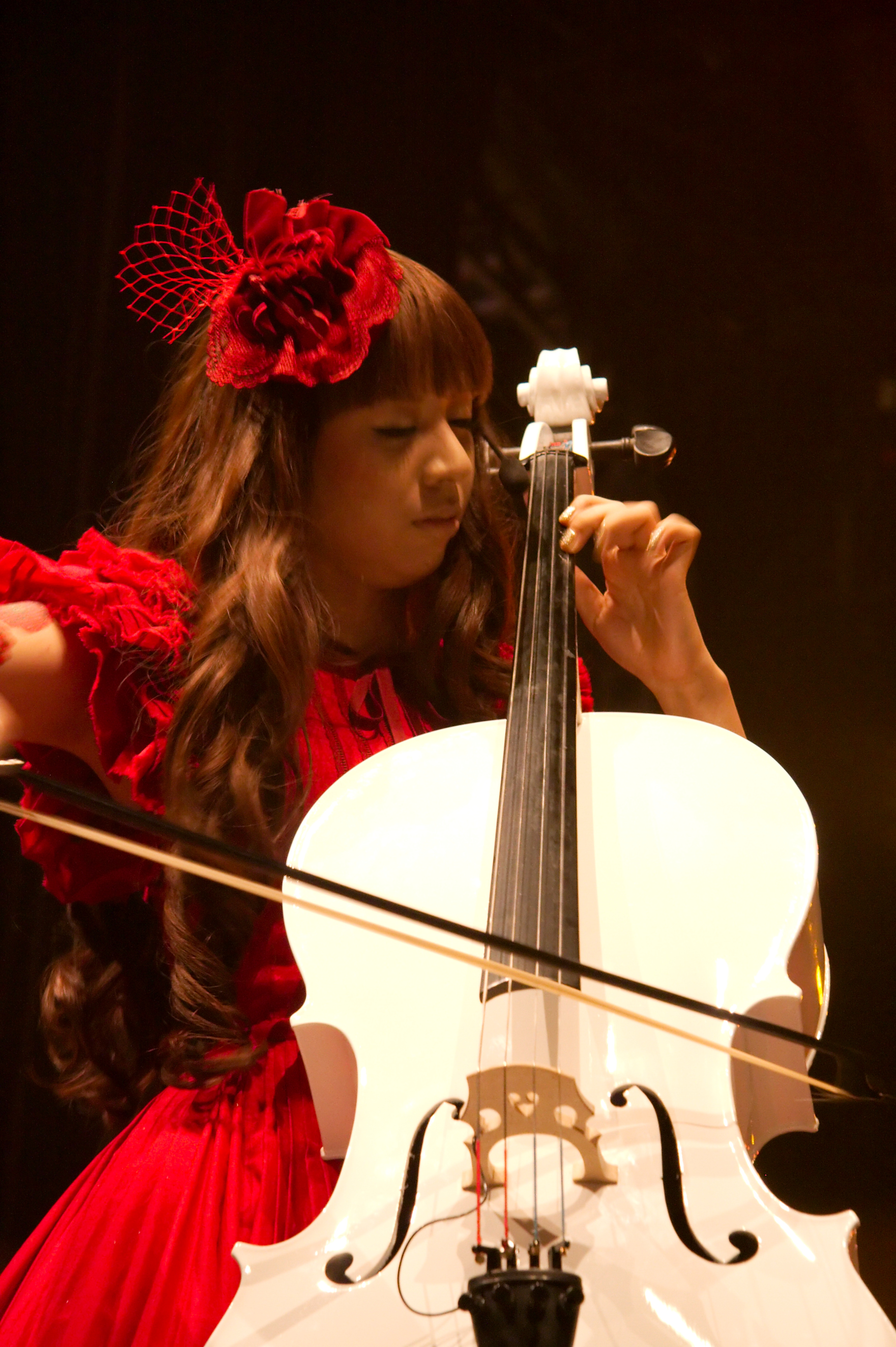
Kanon Wakeshima auf der Japan Expo 2009 in Paris

Im Juli 2010 erschien das zweite Album Lolitawork Libretto, welches von Mana produziert und zur Hälfte komponiert wurde. Die restlichen Kompositionen sowie alle Songtexte stammen von Wakeshima. Auf dem Titeltrack singt Wakeshima im Duett mit Solita, der Tochter der französisch-japanischen Sängerin Clémentine.
Im November 2010 wurde die Debütsingle Calendula Requiem von kanon×kanon, einem gemeinsamen Projekt von Wakeshima und Kanon, dem Bassisten der J-Rockband An Cafe, veröffentlicht. Der Titeltrack wurde als zweite Titelmelodie der Animeadaption des Romans Shiki verwendet.
Im November 2011 tourte sie mit der kanon×kanon×kanon Euro Tour 2011 durch Europa, wo sie Moskau, St. Petersburg, Helsinki, Budapest, Berlin, Bochum, Utrecht, Lyon, Paris und London besuchte.
2019 zog sie nach London um.

## Sonstiges
Als musikalische Vorbilder nennt Wakeshima klassische Interpreten und Komponisten wie Joseph Haydn, Claude Debussy, Erik Satie oder Jacqueline du Pré und populärmusikalische Interpreten wie Émilie Simon oder Lady Gaga. Als Inspirationsquelle für ihre Songtexte dienen ihr außerdem Märchenerzählungen von Hans Christian Andersen oder den Gebrüdern Grimm.
Neben ihrer Tätigkeit als Sängerin und Musikerin zeichnet Wakeshima auch Bilder, die mittlerweile schon in diversen Kunstausstellungen, etwa in Harajuku oder Los Angeles, präsentiert wurden. Als Vorbilder nennt sie Jugendstil-Künstler wie Alfons Mucha oder japanische Maler der Rimpa-Schule wie Sakai Hōitsu.
Zusätzlich zur musikalischen Kooperation mit Wakeshima entwirft und fertigt Mana, der neben seiner Tätigkeit als Musiker noch das Modelabel Moi-même-Moitié betreibt, auch ihre Kleider.

## Diskografie (Auswahl)

### Alben
- 2009: Shinshoku Dolce (侵食ドルチェ, „Süße Entweihung“)
- 2010: Shōjo Jikake no Libretto (女仕掛けのリブレット), Alternativtitel: Lolitawork Libretto
- 2015: Tsukinami (ツキナミ)

### Singles
- 2008: Still doll, Abspanntitel des Anime Vampire Knight
- 2008: Suna no Oshiro (砂のお城), Abspanntitel des Anime Vampire Knight Guilty
- 2012: Foul Play ni Kurari / Sakura Meikyū, A-Seite: Abspanntitel des Anime To Love-Ru Darkness, B-Seite: Titel des Spiels Fate/Extra CC
- 2014: Signal, #54, Abspanntitel des Anime Strike the Blood
- 2014: Killy killy Joker, Vorspanntitel des Anime Selector Infected WIXOSS
- 2014: World’s end, girl’s rondo
- 2015: Right Light Rise, Abspanntitel des Anime Dungeon ni Deai o Motomeru no wa Machigatteiru Darō ka

### kanon×kanon
- 2010: Calendula Requiem (カレンデュラ レクイエム), Vorspanntitel des Anime Shiki
- 2011: Koi no Dōtei (恋の道程), Vorspanntitel des Anime 30-sai no Hoken Taiiku